# Клён колосистый
Клён колосистый (лат. Acer spicatum) — вид деревьев рода Клён семейства Сапиндовые.

## Ареал и среда обитания
Естественно произрастает на северо-востоке Северной Америки от Саскачевана и Ньюфаундленда на севере до Пенсильвании на юге. В высокогорье южных Аппалач доходит до северной Джорджии.
Это дерево растёт во влажных лесах на богатых, хорошо дренированных почвах, на скалистых склонах гор и у ручьёв, также в ложбинах, на склонах и поросших лесом болотах. При экологической сукцессии занимает подлесок после того, как растения-пионеры гибнут.

## Описание

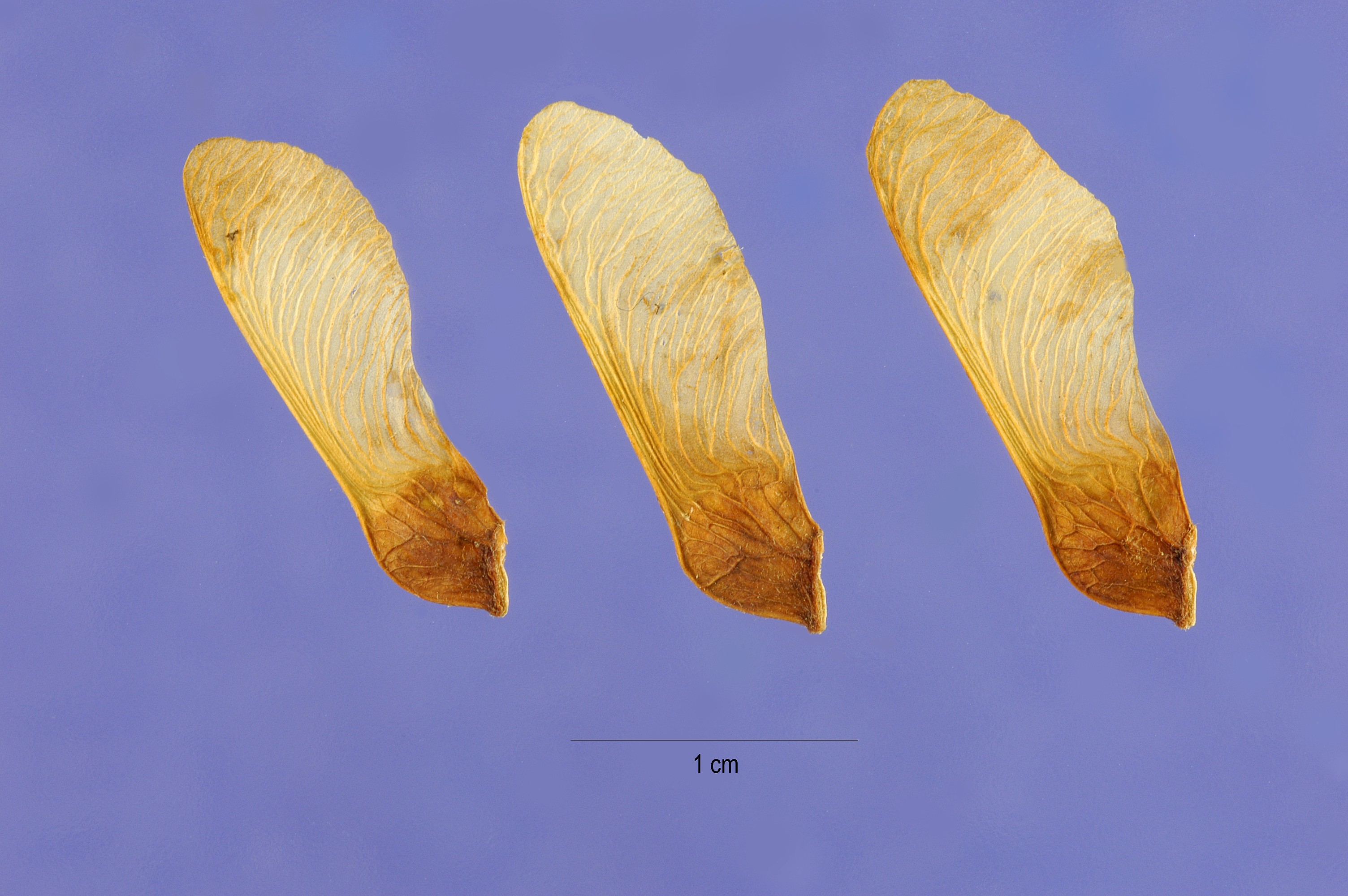
Семена

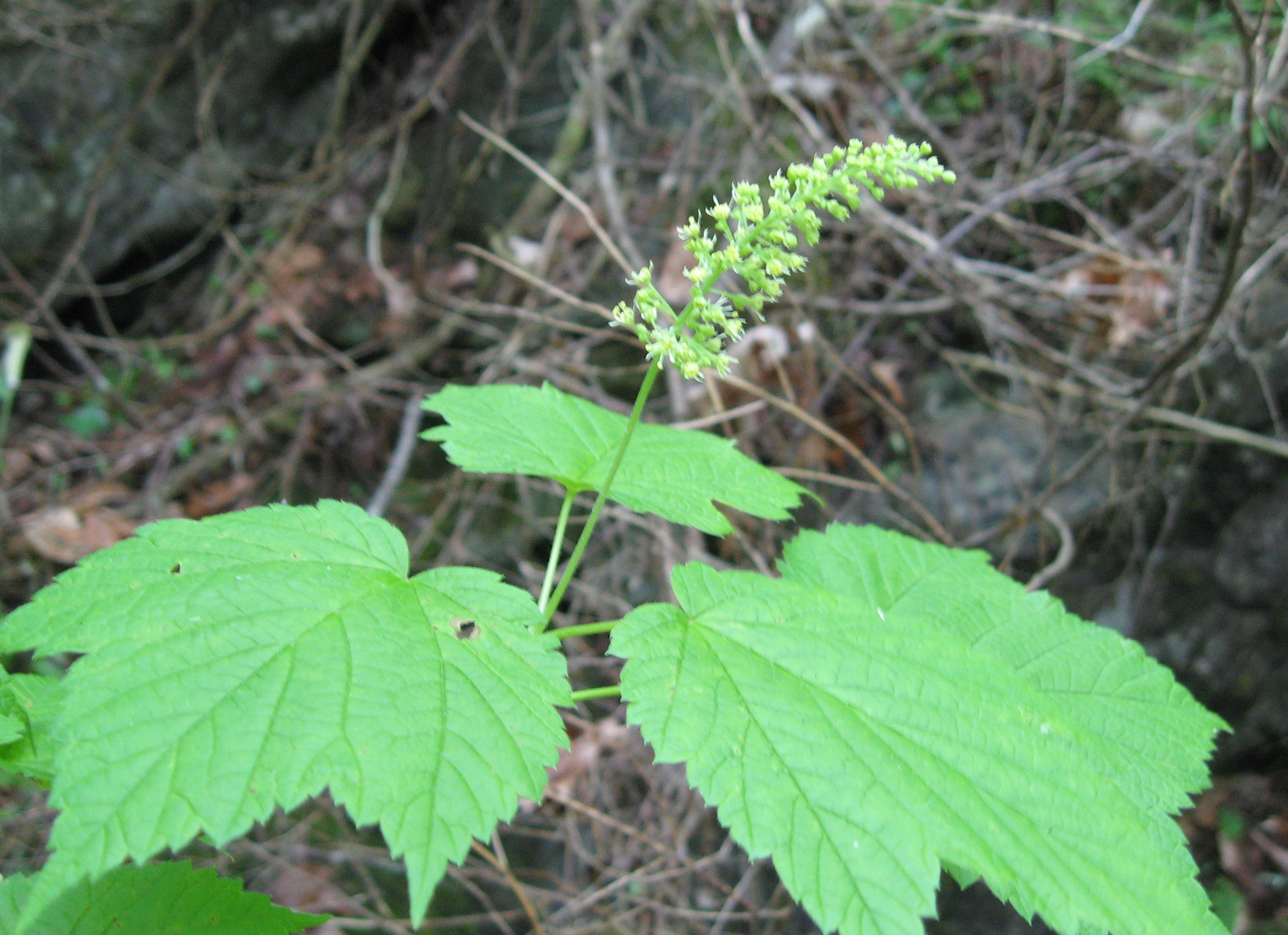
Цветы

Листопадный кустарник или маленькое дерево до 3-8 м в высоту, формирующее распростёртую крону с коротким стволом и тонкими ветвями.
Кора тонкая, тускло серо-коричневая сначала, со временем становится слегка чешуйчатой.
Листья противостоящие и простые, 6-10 см в длину и ширину, с тремя или пятью широкими неглубоко врезанными лопастями. Грубо и нерегулярно зазубрены, имеют светло-зелёный цвет, сверху неопушенные, снизу покрыты тонким пушком. Тонкий черешок обычно длинней чем листовая пластина. Осенью листья принимают яркую окраску от жёлтой до красной.
Плоды — парные красноватые крылатки, 2-3 см длиной, созревающие с позднего лета до ранней осени.

## Использование
Сок содержит сахар и может служить сырьём для получения кленового сиропа. Кора содержит таннины, с помощью неё можно дубить кожу. Индейцы вымачивают сердцевину молодых побегов этого клёна для получения лекарства от воспаления глаз, а также делают припарки из проваренных щепок корней.
Выращивается в ботанических садах. В Санкт-Петербурге, в парке Ботанического сада Петра Великого БИН РАН плодоносит.